# 勞動聯盟
勞動联盟（波蘭語：Unia Pracy，缩写为UP）是波蘭的社會民主主義政黨，目前是社會黨國際與歐洲社會黨成員。
1992年6月7日，民主-社会运动、波兰社会民主联盟和劳动团结合并为劳动联盟。1993年波蘭議會選舉拿下7.28%的選票，獲得41席下議院席次。1997年波蘭議會選舉，該黨得票率僅有4.74%，未過5%門檻。2001年波蘭議會選舉，該黨與民主左翼联盟結盟，拿下16席。部分成員隨後退黨加入新成立的波蘭社會民主黨。2004年5月，勞動聯盟與波蘭社會民主黨達成協議，將以波蘭社會民主黨名義參選，並支持馬萊克·博羅夫斯基（Marek Borowski）參選總統。2005年波蘭議會選舉，勞動聯盟滑落至3.9%，未達5%門檻。
2006年，勞動联盟加入民主左翼联盟。該聯盟在2007年波蘭議會選舉中以13.2%的支持度成為第三大黨，拿下53席。但勞動聯盟是民主左翼联盟中唯一未獲得席次的政黨。

## 外部連結
- （波兰語）官方網站